# Südafrikanische Cricket-Nationalmannschaft in Indien in der Saison 2009/10
Die Tour der südafrikanischen Cricket-Nationalmannschaft nach Indien in der Saison 2009/10 fand vom 2. bis zum 27. Februar 2010 statt. Die internationale Cricket-Tour war Teil der internationalen Cricket-Saison 2009/10 und umfasste zwei Test Matches und drei ODIs. Indien gewann die ODI-Serie 2-1, die Testserie ging 1-1 aus.

## Stadien
| Stadion                              | Stadt     | Kapazität | Spiele  |
| ------------------------------------ | --------- | --------- | ------- |
| Sardar Patel Stadium                 | Ahmedabad | 54.000    | 3. ODI  |
| Captain Roop Singh Stadium           | Gwalior   | 18.000    | 2. ODI  |
| Sawai Mansingh Stadium               | Jaipur    | 23.185    | 1. ODI  |
| Eden Gardens                         | Kolkata   | 82.000    | 2. Test |
| Vidarbha Cricket Association Stadium | Nagpur    | 45.000    | 1. Test |

## Kaderlisten
| Test | Test | ODI | ODI |
| Indien | Südafrika | Indien | Südafrika |
| --- | --- | --- | --- |
| - MS Dhoni (K & wk) - S. Badrinath - Gautam Gambhir - Dinesh Karthik - Zaheer Khan - VVS Laxman - Amit Mishra - Abhimanyu Mithun - Pragyan Ojha - Suresh Raina - Wriddhiman Saha (wk) - Virender Sehwag - Ishant Sharma - Rohit Sharma - Harbhajan Singh - Sreesanth - Sachin Tendulkar - Sudeep Tyagi - Murali Vijay | - Graeme Smith (K) - Hashim Amla - Johan Botha - Mark Boucher (wk) - AB de Villiers - JP Duminy - Paul Harris - Jacques Kallis - Ryan McLaren - Morné Morkel - Wayne Parnell - Alviro Petersen - Ashwell Prince - Dale Steyn - Lonwabo Tsotsobe | - MS Dhoni (K & wk) - Ravichandran Ashwin - Ravindra Jadeja - Dinesh Karthik - Virat Kohli - Praveen Kumar - Amit Mishra - Abhimanyu Mithun - Abhishek Nayar - Ashish Nehra - Yusuf Pathan - Suresh Raina - Virender Sehwag - Rohit Sharma - Sreesanth - Sachin Tendulkar - Sudeep Tyagi - Murali Vijay | - Jacques Kallis (K) - Hashim Amla - Loots Bosman - Johan Botha - Mark Boucher (wk) - AB de Villiers - JP Duminy - Herschelle Gibbs - Charl Langeveldt - Albie Morkel - Morné Morkel - Wayne Parnell - Alviro Petersen - Dale Steyn - Lonwabo Tsotsobe - Roelof van der Merwe |

## Tour Match
| 2. – 3. Februar Scorecard | Nagpur | Indian Board President’s XI 318 (74.4) | – | South Africans 354 (82) |
|                           |        | Remis                                  |   |                         |

## Test

### Erster Test in Nagpur
| 6. – 10. Februar Scorecard | Nagpur | Südafrika 558-6d (176)                         | – | Indien 233 (64.4) & 319 (107.1) (f/o) |
|                            |        | Südafrika gewinnt mit einem Innings und 6 Runs |   |                                       |

### Zweiter Test in Kolkata
| 14. – 18. Februar Scorecard | Kolkata | Südafrika 296 (85) & 290 (131.3)             | – | Indien 643-6d (153) |
|                             |         | Indien gewinnt mit einem Innings und 57 Runs |   |                     |

## One-Day Internationals

### Erstes ODI in Jaipur
| 21. Februar Scorecard | Jaipur | Indien 298-9 (50)        | – | Südafrika 297 (50) |
|                       |        | Indien gewinnt mit 1 Run |   |                    |

### Zweites ODI in Gwalior
| 24. Februar Scorecard | Gwalior | Indien 401-3 (50)           | – | Südafrika 248 (42.5) |
|                       |         | Indien gewinnt mit 153 Runs |   |                      |

### Drittes ODI in Ahmedabad
| 27. Februar Scorecard | Ahmedabad | Südafrika 365-2 (50)          | – | Indien 275 (44.3) |
|                       |           | Südafrika gewinnt mit 90 Runs |   |                   |

## Statistiken
Die folgenden Cricketstatistiken wurden bei dieser Tour erzielt.
| Tests            | Tests      | Tests   | Tests   | Tests   | Tests   | Tests   | Tests   | Tests   |
| Batting          | Batting    | Batting | Batting | Batting | Batting | Batting | Batting | Batting |
| Spieler          | Mannschaft | Spiele  | Innings | Runs    | Average | HS      | 100s    | 50s     |
| ---------------- | ---------- | ------- | ------- | ------- | ------- | ------- | ------- | ------- |
| Hashim Amla      | Südafrika  | 2       | 3       | 490     | 490,00  | 253*    | 3       | 0       |
| Virender Sehwag  | Indien     | 2       | 3       | 290     | 96,66   | 165     | 2       | 0       |
| Sachin Tendulkar | Indien     | 2       | 3       | 213     | 71,00   | 106     | 2       | 0       |
| Jacques Kallis   | Südafrika  | 2       | 3       | 203     | 67,66   | 173     | 1       | 0       |
| MS Dhoni         | Indien     | 2       | 3       | 163     | 81,50   | 132*    | 1       | 0       |
| Bowling          |            |         |         |         |         |         |         |         |
| Spieler          | Mannschaft | Spiele  | Overs   | Wickets | Average | BBI     | 5W      | 10W     |
| Dale Steyn       | Südafrika  | 2       | 64.5    | 11      | 20,27   | 7/51    | 1       | 1       |
| Harbhajan Singh  | Indien     | 2       | 118.3   | 10      | 28,90   | 5/59    | 1       | 0       |
| Zaheer Khan      | Indien     | 2       | 59      | 7       | 31,14   | 4/90    | 0       | 0       |
| Paul Harris      | Südafrika  | 2       | 105     | 5       | 59,40   | 3/76    | 0       | 0       |
| Morné Morkel     | Südafrika  | 2       | 62      | 4       | 59,50   | 2/115   | 0       | 0       |
| Amit Mishra      | Indien     | 2       | 114     | 4       | 72,00   | 3/78    | 0       | 0       |

| ODIs                 | ODIs       | ODIs    | ODIs    | ODIs    | ODIs    | ODIs    | ODIs    | ODIs    |
| Batting              | Batting    | Batting | Batting | Batting | Batting | Batting | Batting | Batting |
| Spieler              | Mannschaft | Spiele  | Innings | Runs    | Average | HS      | 100s    | 50s     |
| -------------------- | ---------- | ------- | ------- | ------- | ------- | ------- | ------- | ------- |
| AB de Villiers       | Südafrika  | 3       | 3       | 241     | 241,00  | 114*    | 2       | 0       |
| Sachin Tendulkar     | Indien     | 2       | 2       | 204     | 204,00  | 200*    | 1       | 0       |
| Jacques Kallis       | Südafrika  | 3       | 3       | 204     | 102,00  | 104*    | 1       | 1       |
| Dinesh Karthik       | Indien     | 3       | 3       | 134     | 44,66   | 79      | 0       | 1       |
| Hashim Amla          | Südafrika  | 2       | 2       | 121     | 60,50   | 87      | 0       | 1       |
| Bowling              |            |         |         |         |         |         |         |         |
| Spieler              | Mannschaft | Spiele  | Overs   | Wickets | Average | BBI     | 5W      | 10W     |
| Ravindra Jadeja      | Indien     | 3       | 28.5    | 5       | 24,60   | 2/29    | 0       | 0       |
| Sreesanth            | Indien     | 3       | 25      | 5       | 41,20   | 3/49    | 0       | 0       |
| Yusuf Pathan         | Indien     | 3       | 29      | 4       | 38,50   | 2/37    | 0       | 0       |
| Lonwabo Tsotsobe     | Südafrika  | 1       | 9.3     | 3       | 19,33   | 3/58    | 0       | 0       |
| Jacques Kallis       | Südafrika  | 3       | 12      | 3       | 24,33   | 3/29    | 0       | 0       |
| Praveen Kumar        | Indien     | 2       | 13      | 3       | 25,66   | 2/46    | 0       | 0       |
| Roelof van der Merwe | Südafrika  | 2       | 20      | 3       | 36,33   | 2/47    | 0       | 0       |
| Ashish Nehra         | Indien     | 2       | 18      | 3       | 42,33   | 2/60    | 0       | 0       |
| Wayne Parnell        | Südafrika  | 2       | 19      | 3       | 54,66   | 2/95    | 0       | 0       |
| Dale Steyn           | Südafrika  | 3       | 28      | 3       | 57,33   | 3/37    | 0       | 0       |

## Player of the Series
Als Player of the Series wurden die folgenden Spieler ausgezeichnet.
| Serie | Player of the Series |
| ----- | -------------------- |
| Test  | Hashim Amla          |
| ODI   | Sachin Tendulkar     |

### Player of the Match
Als Player of the Match wurden die folgenden Spieler ausgezeichnet.
| Spiel   | Player of the Match |
| ------- | ------------------- |
| 1. Test | Hashim Amla         |
| 2. Test | Hashim Amla         |
| 1. ODI  | Ravindra Jadeja     |
| 2. ODI  | Sachin Tendulkar    |
| 3. ODI  | AB de Villiers      |